# Élections régionales de 1986 en Basse-Saxe
Les élections régionales de 1986 en Basse-Saxe (en allemand : Landtagswahl in Niedersachsen 1986) se tiennent le 15 juin 1986, afin d'élire les 155 députés de la 11e législature du Landtag, pour un mandat de quatre ans.
Le scrutin est marqué par la victoire de la CDU du ministre-président Ernst Albrecht, qui perd la majorité absolue dont il disposait depuis huit ans. Il assure son maintien au pouvoir en s'associant avec le FDP.

## Mode de scrutin
Le Landtag est constitué de 155 députés (en allemand : Mitglied des Landtags, MdL), élus pour une législature de quatre ans au suffrage universel direct et suivant le scrutin proportionnel d'Hondt.
Chaque électeur dispose d'une voix, qui compte double : elle lui permet de voter pour un candidat de sa circonscription, selon les modalités du scrutin uninominal majoritaire à un tour, le Land comptant un total de 100 circonscriptions ; elle est alors automatiquement attribuée au parti politique dont ce candidat est le représentant.
Lors du dépouillement, l'intégralité des 155 sièges est répartie en fonction des voix attribuées aux partis, à condition qu'un parti ait remporté 5 % des voix au niveau du Land. Si un parti a remporté des mandats au scrutin uninominal, ses sièges sont d'abord pourvus par ceux-ci.
Dans le cas où un parti obtient plus de mandats au scrutin uninominal que la proportionnelle ne lui en attribue, la taille du Landtag est augmentée jusqu'à rétablir la proportionnalité.

## Campagne

### Principaux partis
| Parti | Parti                                                                              | Chef de file                        | Résultat en 1982           |
| ----- | ---------------------------------------------------------------------------------- | ----------------------------------- | -------------------------- |
|       | Union chrétienne-démocrate d'Allemagne Christlich Demokratische Union Deutschlands | Ernst Albrecht (Ministre-président) | 50,7 % des voix 87 députés |
|       | Parti social-démocrate d'Allemagne Sozialdemokratische Partei Deutschlands         | Gerhard Schröder                    | 36,5 % des voix 63 députés |
|       | Alliance 90 / Les Verts Bündnis 90/Die Grünen                                      | Ruth Hammerbacher                   | 6,5 % des voix 11 députés  |
|       | Parti libéral-démocrate Freie Demokratische Partei                                 | Heinrich Jürgens                    | 5,9 % des voix 10 députés  |

## Résultats

### Voix et sièges
| Parti                             | Parti                                        | Deuxièmes voix | Deuxièmes voix | Sièges | Sièges        | Sièges | Sièges | Sièges        |
| Parti                             | Parti                                        | Votes          | %              | MU1    | +/-           | Liste  | Total  | +/-           |
| --------------------------------- | -------------------------------------------- | -------------- | -------------- | ------ | ------------- | ------ | ------ | ------------- |
|                                   | Union chrétienne-démocrate d'Allemagne (CDU) | 1 903 559      | 44,34          | 55     | 32            | 14     | 69     | 18            |
|                                   | Parti social-démocrate d'Allemagne (SPD)     | 1 807 157      | 42,09          | 45     | 32            | 21     | 66     | 3             |
|                                   | Alliance 90 / Les Verts (Grünen)             | 303 308        | 7,06           | 0      | en stagnation | 11     | 11     | en stagnation |
|                                   | Parti libéral-démocrate (FDP)                | 257 873        | 6,01           | 0      | en stagnation | 9      | 9      | 1             |
|                                   | Autres                                       | 21 249         | 0,49           | 0      | en stagnation | 0      | 0      | en stagnation |
|                                   |                                              |                |                |        |               |        |        |               |
| Votes valides                     | Votes valides                                | 4 293 146      | 99,37          |        |               |        |        |               |
| Votes blancs et nuls              | Votes blancs et nuls                         | 27 201         | 0,63           |        |               |        |        |               |
| Total                             | Total                                        | 4 320 347      | 100            | 100    | en stagnation | 55     | 155    | 16            |
| Abstentions                       | Abstentions                                  | 1 268 250      | 22,69          |        |               |        |        |               |
| Nombre d'inscrits / participation | Nombre d'inscrits / participation            | 5 588 597      | 77,31          |        |               |        |        |               |